# 네스토르 피타나
네스토르 파비안 피타나(스페인어: Néstor Fabián Pitana, 1975년 6월 17일 ~ )는 아르헨티나 축구 심판 겸 배우이다. 2014년 FIFA 월드컵 남아메리카 지역 예선 심판을 맡았으며, 2014년 FIFA 월드컵에서 러시아와 대한민국, 미국과 포르투갈, 온두라스와 스위스의 조별 예선 세 경기의 주심을 맡기도 하였으며, 2018년 FIFA 월드컵에서 러시아와 사우디아라비아의 개막전 경기, 멕시코와 스웨덴의 조별예선 경기, 크로아티아와 덴마크의 16강전 경기, 우루과이와 프랑스의 8강전 경기, 스페인과 프랑스의 결승전 경기에서 주심으로 활약하였다. 이로써 그는 한 월드컵에서 개막전 주심과 결승전 주심을 모두 맡는 영예를 안게 되었다. 판정 성향은 상당히 엄격한 편이며 카드를 자주 주는 심판으로도 알려져 있다.

## 심판 경력

### FIFA 월드컵
2014년 FIFA 월드컵
- 2014년 6월 17일:  러시아 -  대한민국 (조별 리그)
- 2014년 6월 22일:  미국 -  포르투갈 (조별 리그)
- 2014년 6월 25일:  온두라스 -  스위스 (조별 리그)
- 2014년 7월 4일:  프랑스 -  독일 (8강전)

2018년 FIFA 월드컵
- 2018년 6월 14일:  러시아 -  사우디아라비아 (조별 리그)
- 2018년 6월 27일:  멕시코 -  스웨덴 (조별 리그)
- 2018년 7월 1일:  크로아티아 -  덴마크 (16강전)
- 2018년 7월 6일:  우루과이 -  프랑스 (8강전)
- 2018년 7월 15일:  프랑스 -  크로아티아 (결승전)

### 올림픽
2016년 하계 올림픽
- 2016년 8월 7일:  독일 -  대한민국 (조별 리그)
- 2016년 8월 17일:  나이지리아 -  독일 (준결승전)

### 코파 아메리카
2015년 코파 아메리카
- 2015년 6월 11일:  칠레 -  에콰도르 (조별 리그)
- 2015년 6월 21일:  콜롬비아 -  페루 (조별 리그)

2019년 코파 아메리카
- 2019년 6월 14일:  브라질 -  볼리비아 (조별 리그)